# Веракрус (штат)
Веракру́с (исп. Veracruz), официальное наименование: Веракрус-де-Игнасио-де-ла-Льяве (исп. Veracruz de Ignacio de la Llave, [beɾaˈkɾuθ ðe iɣˈnaθjo ðe la ˈʎaβe]) — один из 31 штатов Мексики. Территория штата Веракрус составляет 72 815 км². Административный центр — город Халапа-Энрикес.

## Этимология
22 апреля 1519 года испанцами под предводительством Эрнана Кортеса был основан город, который был назван исп. Villa Rica de la Vera Cruz, что на испанском означает «Богатая деревня Истинного Креста». Вилла была похожа на испанские виллы, богатая по количеству индейского золота, Истинный Крест — от того, что испанцы высадились в пятницу по католическому календарю — день Воздвижения Креста Господня. Согласно конституции 1824 года было принято официальное название «Свободный и суверенный штат Веракрус». 10 июля 1863 года в честь губернатора Игнасио де ла Льяве полное название штата стало «Свободный и суверенный штат Веракрус де Игнасио де ла Льяве».

## География
Веракрус представляет собой длинную территорию, протянувшуюся с севера на юг почти на 650 км между Восточной Сьерра-Мадре и Мексиканским заливом. Ширина штата составляет от 212 до 36 км, со средней шириной в 100 км. Высота территории Веракрус изменяется от уровня моря до высшей точки страны — пика Орисаба (5610 м). Побережье Мексиканского залива представляят собой узкую песчаную равнину с неустойчивыми дюнами и множеством лагун. Вдоль побережья расположен ряд островов. Горы штата представлены хребтами: Сьерра-де-Топила, Сьерра-де-Отонтепек, Сьерра-де-Уаякокотла, Сьерра-де-Кошкиуи, Сьерра-де-Чиконкиако, Сьерра-де-Халакинго, Сьерра-де-Ашокапан, Сьерра-де-Уатуско, Сьерра-де-Сонголика и Сьерра-де-лос-Туштла. Основные долины включают: Акулцинго, Кардова, Мальтрата, Орисаба и Сан-Андрес.
Все реки штата начинаются в Восточной Сьерра-Мадре или на Центральном плато, текут на восток и впадают в Мексиканский залив. Наиболее крупные из них: Актопан, Акатемпан, Рио-Бланко, Касонес, Коацакоалькос, Рио-де-ла-Антигуа, Уэяпан, Хамапа, Наутла, Пануко, Папалоапан, Теколутла, Тонала. Также, на территории штата расположено озеро Катемако.
Климат Веракруса серьёзно зависит от высоты над уровнем моря, изменяясь от тёплого влажного тропического климата на побережье до холодного горного на западе штата.
В растительности преобладают вечнозелёные влажные тропические леса.

## История

### Доколумбовый период
История коренных народов штата Веракрус является сложной. В доколумбовый период территории современного штата Веракрус были заселены в основном представителями четырёх коренных культур. Уастеки  и отоми занимали север, тогда как тотонаки проживали на севере центра. Ольмеки, одна из древнейших культур в Америке, стала доминирующей в южной части Веракруса. Множество археологических памятников содержат артефакты этих древних цивилизаций: Пануко (Pánuco), Кастильо-де-Teaйo (Castillo de Teayo), Эль Сапоталь (El Zapotal), Лас Игерас (Las Higueras), Киауистлан (Quiahuiztlán), Эль Тахин (El Tajín), Семпоала (Cempoala), Трес Сапотес (Tres Zapotes) и Эль-Асусуль.
Первая крупная цивилизация на территории нынешнего Веракруса — ольмекская, происхождение которой неизвестно. Теории варьируются, и включают даже версию о негроидном происхождении предков ольмеков, которые прибыли в Кампече, а затем на север в Веракрус более 3500 лет назад. Ольмеки обосновались в регионе реки Коатцалькоалькос (Coatzacoalcos), который стал центром их культуры. Основным церемониальным центром здесь был Сан-Лоренцо Теночтитлан. Другие крупные центры в Веракрусе включали Трес Сапотес в городе Веракрус и Ла-Вента в Табаско. Культура достигла своего пика около 2600 лет назад, а её самыми известными художественными особенностями являются колоссальные каменные головы, имеющие негроидные черты. В 300 г. до н. э. эта культура затмилась другими развивающимися цивилизациями в Центральной Америке.
Ещё одна важная группа — это тотонаки, которые сохранились до наших дней. Их регион, называемый Тотонакапан, по центру между реками Касонес (Cazones) и Папалоапан (Papaloapan) на севере штата. Тотонаки до-колумбового времени жили рыбалкой, охотой и сельским хозяйством, основанном на выращивании кукурузы, фасоли, перца чили и тыквы. Основное место культуры — Эль Тахин, расположенный рядом с Папантлой (Papantla), однако культура достигла своего апогея в Семпоале (Cempoala) (около 8 км) внутрь территории от современного порта Веракрус), когда она была завоевана ацтеками. Когда сюда прибыли испанцы в 1519 году, на территории проживало население численностью около 250 000 человек, живших в пятидесяти населенных пунктах и говоривших на четырёх диалектах тотонакского языка.
Уастеки находятся далеко к северу от Веракруса и живут на части штатов Тамаулипас, Идальго, Сан-Луис-Потоси, Керетаро и Пуэбла. Язык и сельскохозяйственная техника этих людей и майя похожи, однако только несколько зданий и керамика остались с начала культуры. Эта культура также достигла своего пика между 1200 и 1519, когда она была завоевана испанцами.
В 15-м и начале 16 вв., ацтеки стали доминировать в большей части штата, разделив эту территорию на вассальные провинции — Точтепек (Tochtepec), Куэтлаштлан (Cuetlaxtlan), Семпоаллан (Cempoallan), Куауточко (Quauhtochco), Халапа (Jalapa), Мисантла (Misantla) и Тлатлаукитепек (Tlatlauhquitepec). Ацтеки были заинтересованы в выращивании здесь таких культур, как кедр, фрукты, хлопок, какао, кукуруза, бобы и ваниль. Тем не менее, тотонаков раздражало правление ацтеков, особенно царствование правителей от Ашайякатля I (Axayacatl) до Монтесумы II (Moctezuma II) того, кто послал солдат для подавления восстания. Уастеки были покорены более успешно ацтеками и оттеснены в провинции Атлан (Atlan) и Точпан (Tochpan).

### Колониальный период
Веракрус считается местом где началась метисация, то есть смешение представителей коренных народов с испанцами. В колониальное время Мексики Веракрус был одним из главных портов ввоза африканских рабов, которые заменяли коренных рабов. Одной из причин замены коренных мексиканцев была в том, что миллионы индейцев умирали от оспы, принесённой испанцами. Испанцы ввезли от 500 000 — 1 млн западноафриканских рабов в Мексику между 1535 и 1767 (смешанные браки между коренными и африканцами начались почти сразу) в Новую Испанию. Не было никаких законов, запрещающих межрасовые браки, следовательно, правильно использовать термин афро-метисы, который включает все 3 расы: коренное население, африканцы и испанцы.
Тотонаки были первыми туземцами, с которыми испанцы контактировали на американском материке. Самый первый контакт с капитаном Хуаном де Грихальвой (Juan de Grijalva) состоялся на побережье к северу от современного города Веракрус. Терпя притеснения от ацтеков, тотонакский правитель Тлакочкалькатль (Tlacochcalcatl) приветствовал Эрнана Кортеса (Hernán Cortés) и пообещал дать 50 000 воинов, чтобы помочь победить Теночтитлан (Tenochtitlan). Испанцы помогли тотонакам изгнать ацтекских сборщиков дани и захватить некоторые ацтекские форпосты.
Испанцы основали город-порт Веракрус на побережье, в качестве первого муниципалитета под непосредственным контролем короля Испании. Кортес начал свой поход во внутренние районы Империи Ацтеков. Во время завоевания, остальные тотонакские народы объединились с испанцами, а вот уастеки, несмотря на то, что также находились под ацтекским правлением, воевали против них. После падения Теночтитлана, Кортес послал полк покорить уастеков.
Большая часть культуры тотонаков и уастеков выжили в колониальный период и сохранилась по настоящее время. Одной из причин этому явилось то, что земли к северу от Веракруса были покрыты густой растительностью и имели сравнительно мало ресурсов, что искали испанцы.
Большая часть истории штата связана портовым городом, который Кортес основал в 1519 году. Веракрус стал принципиальным и часто единственный портом для движения товаров между колонией Новая Испания и самой Испанией. Порт этот имел монополию на торговлю почти над всем побережьем Новой Испании. Золото, серебро, шоколад, ваниль, перец чили и многое другое шло на экспорт, а европейские товары, такие как овцы, коровы, пшеница и другое ввозилось. Из Карибского бассейна ввозились рабы, ананасы и сахарный тростник. Это сделало порт желанной мишенью для пиратов в колониальный период. Это привело к созданию в Сан Хуан де Улуа, крепости и укрепления города в целом.
Изнурительный труд и европейские болезни уничтожили коренное население провинции Веракрус, и это побудило власти ввозить африканских рабов начиная с XVI века. Тем не менее, эти рабы стали большой головной болью, поскольку часто убегали с плантаций и формировали группы, которые напали на путешественников. Усилия в отношении этих групп начались в конце XVI в., но основное восстание вспыхнуло в 1606 году в областях Вилья Рика (Villa Rica), Нуэва Веракрус (Nueva Veracruz), Антон Лисардо (Antón Lizardo) и в районе реки Рио Бланко (Rio Blanco). Тем не менее, самое серьёзное из них произошло в районе Орисабы (Orizaba), где было около 500 беглых рабов, многие из которых сбежали с асьенд и сахарных заводов, занимаясь разбоем на дорогах. Это побудило основать нынешний город Кордову в 1618 году, чтобы обеспечить защиту подданных на дороге Веракрус — Орисаба — Мехико. В 1609 году их лидер по имени Гаспар Янга (Gaspar Yanga) выступал во главе восстания против испанцев, но потерпел поражение в бою. Партизанские вылазки продолжались, что в конце концов заставило правительство подписать договор об амнистии и предоставить африканцам право создавать свои собственные сообщества. Это был первый случай, когда рабство было отменено в Америке.
В первой половине XVII века, такие города, как Кордова (Córdoba), Орисаба и Халапа были основаны или расширены для защиты торговых путей между Мехико и портом Веракрус. За это время, испанское и смешанное население увеличивалось, тогда, как коренное население продолжало убывать. Почти вся торговля Новой Испании должна была быть только с Испанией, за исключением некоторых ограниченных торговых уполномоченных из Англии и других испанских колоний. Такое положение оставалось в силе до 1778 года, когда Декрет о Свободной Торговле (Decreto de Libre Comerico) отменил многие из этих ограничений на торговлю с Европой. Это позволило сделать порт более важным, чем он был. За пределами порта, и в других областях провинции, экономика была основана на сельском хозяйстве, животноводстве и торговле. В 1720 году в Xaлапе была открыта первая ярмарка, что сделало его центром торговли. Это привело к тому, чтобы стать главным городом провинции Веракрус.

### Период независимости
Во время Мексиканской войны за независимость, население провинции не поддержало повстанцев, хотя некоторые столкновения происходили в различных районах в начале 1811 года. Основной заговор против колониальных властей был раскрыт в порту в 1812 году. Тогда повстанцы взяли Айяуальулько и Ишуакан. Это вынудило войска роялистов уйти в Xaлапу. В конце концов, этот город вместе с портом были отрезаны от Мехико. Большая часть провинции оставалась в руках повстанцев в течение остальной части войны, хотя торговое сословие порта не поддерживало эти усилия. В 1821 году Хуан де O’Доноху (Juan de O’Donojú), последний вице-король Новой Испании, прибыл в порт, чтобы уехать в Испанию. Однако до 1823 года испанские войска продолжали оккупировать форт Сан Хуан де Улуа.
В то время как испанцы ещё удерживали Сан Хуан де Улуa, Агустин де Итурбиде в 1822 был объявлен императором Мексики. Тем не менее, его правление быстро столкнулось с сопротивлением со стороны тех, кто выступал в пользу республиканской формы правления, в том числе Антонио Лопеса де Санта Анны, цитаделью которого был Веракрус. Несколько месяцев спустя Итурбиде был вынужден отправиться в изгнание и Санта Анна, в конце концов, провёл девять сроков на посту президента.
В 1824 году в стране была принята новая конституция, провозгласившая Мексику федерацией, состоявшей из автономных штатов, имевших весьма широкие полномочия. 31 января 1824 года Веракрус был объявлен штатом. Первым губернатором штата стал будущий президент Гуадалупе Виктория. В стране в эти годы происходили столкновения, и часто вооружённые между консерваторами — сторонниками централизованного государства с сильной президентской властью и либералами — сторонниками федеративного устройства страны. На волне этих событий, которые чаще всего принимали вид гражданской войны, происходили события и в Веракрусе.
Французы вторглись в Мексику через Веракрус в первый раз в 1838 году, во время так называемой «Кондитерской войны». Порт был блокирован. Попытки защитить страну были согласованы из Xaлапы. Порт подвергся бомбардировке, но в итоге было достигнуто соглашение.
Во время Американо-мексиканской войны, порт был блокирован, на этот раз американцами. Начальные попытки американцев высадиться в 1847 году в Альварадо были отбиты, но в итоге американцам удалось десантироваться в нескольких километрах к югу от Веракруса, который сдался после 20-дневной осады, Войска генерала Санта Анны были разбиты в битве при Серро Гордо, а американцы во главе с генералом Уинфилдом Скоттом прошли через Xaлапу к Мехико.
Муниципалитеты Tуспан и Чиконтепек принадлежали Пуэбле до 1853, когда они были переданы Веракрусу. В 1855 году был построен дворец правительства штата. Во время Войны за Реформу, основным действующим лицом был Игнасио де ла Льяве, в честь которого дана вторая часть названия штата. В 1858 году порт стал местом для либерального правительства во главе с Бенито Хуаресом после того как он был вынужден уйти из Мехико в ходе Войны за Реформу. Их контроль над портом и таможенные пошлины позволили либеральным войскам собрать ресурсы. Консервативные войска напали на штат, но были отброшены от порта и Xaлапы.
Война эта разрушила экономику Мексики, и она оказался не в состоянии оплатить свой внешний долг Европейским державам. Как результат, правительство Хуареса объявило о дефолте, то есть о невозможности выплатить задолженность. Испания, Англия и Франция были возмущены этим поступком, и решили в октябре 1861, чтобы заставить оплатить кредиты, оккупировать мексиканское побережье Мексиканского залива. В декабре испанские войска под командованием генерала М. Гассета (Manuel Gasset) заняли порт Веракрус, без особого сопротивления, а затем, через месяц, французские и британские войска также вошли в Мексику. Испанцы и британцы ушли после совершения сделок с Хуаресом, а французы пошли по направлению к воцарению императора Максимилиана I в Мексике. Тем не менее, период его правления был недолгим, и французы были изгнаны через Веракрус в 1866/67. В 1863 году штат был официально назван Веракрус-Льяве. После того, как французы были изгнаны, правительство штата находилось в порту Веракрус. В 1878 году столица была перенесена в Орисабу, а позже переехала в Xaлапу — в 1885 году.
Во время президентства Порфирио Диаса, в так называемый период Порфириата, к концу XIX века в штате происходили мероприятия по модернизации экономики. Были построены авто- и железные дороги, проведены линии телеграфа и телефона, благоустраивались города, где внедрялось электрическое освещение, водопровод, мостились тротуары и т. п. Открытие нефти в северной части штата привлекло иностранные фирмы, которые привнесли инновации в технику и технология, необходимые для её добычи. Однако, больше всего богатств эта модернизация приносила транснациональным компаниям и местным богатейшим семьям. Рабочие и крестьяне не извлекали из этого почти ничего, и продолжали жить в труднейших условиях. За тот же период времени восстания против правительства Диаса в сельскохозяйственном юге штата были жестоко подавлены.
Волнения против режима Диаса продолжались до начала Мексиканской революции, которая свергла его власть. Главным событием, приведшим к войне в Веракрусе была забастовка сигарочников в 1905, когда более чем 5 000 работников компании «Эль-Валье Насьональ» («El Valle Nacional») не вышли на работу. Губернатор Т. А. Дееса (Teodoro A. Dehesa), безуспешно пытался договориться об урегулировании спора. Забастовка продолжалась в течение месяца, пока забастовщики ни выиграли. Эта победа призвала других к действию, вплоть до забастовок на заводах в Рио-Бланко, Ногалесе, Санта-Росе и Контон де Oрисабе, которые привели к насилию в 1907 году. Крупных сражений в Мексиканской революции 1910-17 в штате не происходило, хотя были стычки и нападения на порт. В 1914 году повстанческие силы Кандидо Агилара (Cándido Agular) заняли ряд муниципалитетов в штате, и в 1917 году В. Карранса (Venustiano Carranza) переместил сюда временно федеральное правительство.
21 апреля 1914 года произошёл инцидент с американскими моряками в Тампико, который привёл к тому, что президент США Вудро Вильсон приказал солдатам высадиться в Веракрусе и в течение полугода удерживать его. Мексика позже ответила разрывом дипломатических отношений.
После революции здесь происходили аграрная реформа и, в том числе, перераспределение земли и создание крестьянских общин. В 1928 в штате к власти приходит право-социалистическая Институционно-Революционная партия (PRI), губернатором от которой становится А. Техеда (Adalberto Tejeda Olivares). Эта партия впоследствии не теряла своих властных полномочий, всегда побеждая на выборах. Нефтяные компании на севере штата в 1930-х, во время президентства Л. Карденаса (Lázaro Cárdenas) были национализированы и объединены в государственную корпорацию PEMEX. В 1950 году было построено множество дорог. Веракрусский Университет (Universidad Veracruzana) также был расширен. В 1960 в Халапе был открыт Музей антропологии. В 1970-х в городе Веракрус был открыт международный аэропорт. Сегодня штат Веракрус, богатый на природные ресурсы, является важной составляющей мексиканской экономики. Приблизительно 35 % водоснабжения Мексики даёт Веракрус. К тому же в штате находится четыре порта для океанских кораблей и два международных аэропорта. Веракрус является важным поставщиком железа и меди, одновременно добывая большое количество неметаллических руд — серу, кварц, полевой шпат, кальций, каолин и мрамор. Основной территорией, где добывается нефть является северная часть штата Веракрус. Порт Веракрус с привлекательным климатом, кухней и археологическими зонами является популярным курортом мексиканцев и иностранцев. У Веракруса очень выгодное месторасположение на побережье Мексиканского залива. Это один из основных портов для экспортных товаров в США, страны Латинской Америки и в Европу. На долю Веракруса выпадает 75 % всей портовой деятельности в Мексике. Главной экспортной статьёй штата являются кофе, свежие фрукты, удобрения, сахар, рыба и ракообразные.

## Население
Население штата на 2010 год составляет 7 643 194 человек, что делает Веракрус третьим самым населённым в Мексике.
Индейское население штата представлено множеством этнических групп, наиболее значительные: науа, тотонаки, уастеки, пополуки, сапотеки, чинантеки, отоми, масатеки, тепеуа, миштеки, соке, михе, майя и цоцили. Науа составляют почти половину всего индейского населения. По данным на 2005 год имелось 605 135 носителей индейских языков.
Имеются небольшие группы испанцев, итальянцев, басков и ливанцев. Проживает негритянское население, так как порт Веракруса долгое время был пунктом прибытия рабов с африканского континента.
Преобладающее большинство верующих — католики. Имеется протестантское меньшинство и некоторое количество приверженцев иудаизма.

## Административное деление
В административном отношении штат Веракрус делится на 212 муниципалитетов, которые сгруппированы в 10 регионов.

## Экономика

### Сельское хозяйство
Экономика штата базируется на сельском хозяйстве и нефтяной отрасли. Имеется около 1 млн га обрабатываемых земель. Основные сельскохозяйственные культуры включают: кофе, ваниль, сахарный тростник, табак, бананы, кокосы и овощи. На внутренний рынок выращивается также кукуруза и бобы.
Веракрус — национальный лидер в производстве кофе, сахарного тростника, кукурузы и риса. Кофе выращивается почти на 153000 га земли, давая 400575 тонн продукции. Сахарный тростник выращивается на 254000 га, давая 16 867 958 тонн продукции ежегодно. Под рис заняты 24000 га территории, давая 120000 тонн продукта. Кроме того, в штате выращивается почти половина всех цитрусовых Мексики, также, это крупнейший в стране производитель манго.
Благодаря протяжённому побережью, важное место в экономике занимает рыболовство.

### Промышленность и полезные ископаемые
Территория штата богата полезными ископаемыми, главное из них — нефть. Горы содержат относительно неразработанные месторождения золота, серебра, железа и угля. Штат занимает четвёртое место в стране по добыче полезных ископаемых, однако это составляет лишь 1,5 % экономической деятельности штата. Веракрус имеет почти четверть мексиканских запасов нефти и газа и почти треть нефтяной продукции. Имеется 22 нефтеперерабатывающих завода, наиболее важные в Ла-Кангерехера, Хальтипан-де-морелос, Поса-Рика, Косолекаке, Пахаритос и Минатитлан. Ежегодно добывается около 40 млн баррелей нефти, основные районы добычи сконцентрированы на севере Веракрус.
В штате имеется 4 глубоководных порта, главный — в городе Веракрус. Порты имеют важное экономическое значение для Мексики в целом, имея выгодное географическое положение на Мексиканском заливе.

### Туризм
Большинство памятников истории и культуры сконцентрировано в порту города Веракрус: Музей города (Museo de la Ciudad), музей Агустин-Лаура, крепость Сантьяго, музей Лас-Атарасанас, форт Сан Хуан де Улуа.
На месте современного города Папантла находятся руины древнего города Эль-Тахин — одного из крупнейших древних городов Месоамерики. Кроме того, на территории штата имеется ещё несколько развалин древних городов.

## Герб
Герб штата Веракрус был первоначально пожалован городу с таким же названием испанским королём Карлом I 4 июля 1523. А 23 ноября 1954, учитывая красоту и значимость, этот же герб был также утверждён официальным гербом штата. Щит в кастильском стиле представляет собой наложение щитка на золотой картуш. Центральный щиток разделён по горизонтали на две равные части. В верхней зелёной половине изображена часть золотого замка с двумя башенками. В нижней — лазоревой части — две серебряные колонны, на каждой из которых по одной белой девизной ленте. На них написано чёрными буквами «Plus» и «Ultra», что означает «Вдали». Из-за замка восходит червлёный крест с латинской надписью «Vera» — «истина». Получается, что выходящий крест венчает щит. По золотой кайме щитка рассыпаны 13 лазоревых пятиконечных звёзд. Золотой замок символизирует город Веракрус, серебряные столбы — Геркулесовы столпы (Гибралтар), за которые ушли испанские экспедиции, открывшие Новый Свет. Окружает герб венок из 10 роз, символизирующий природную красоту края. Штат Веракрус не имеет официально утверждённого флага. Часто используется белое полотнище с изображением герба в центре. Правительство штата использует в качестве флага белое полотнище с красно-зелёной каймой и с гербом штата в центре.
Крупнейшие города:
- Веракрус: 801 122 чел.
- Халапа-Энрикес: 666 268 чел.
- Поса-Рика-де-Идальго: 513 308 чел.
- Орисаба: 410 372 чел.
- Минатитлан: 356 020 чел.
- Коацакоалькос: 347 223 чел.
- Кордова: 315 996 чел.
- Акаюкан: 112 999 чел.